# Lepidodactylus guppyi
Lepidodactylus guppyi este o specie de șopârle din genul Lepidodactylus, familia Gekkonidae, descrisă de Boulenger 1884. Conform Catalogue of Life specia Lepidodactylus guppyi nu are subspecii cunoscute.